# Café Guerbois

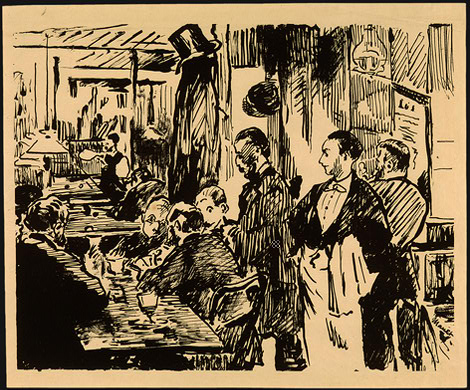
Au café van Edouard Manet, lithografie van 1869 die het café Guerbois voorstelt.

Het Café Guerbois was een ontmoetingsplaats van kunstliefhebbers, schilders, schrijvers en kunstcritici in de tweede helft van de 19e eeuw. Het was gelegen in Parijs aan de grande rue des Batignolles, 9-11, vandaag de avenue de Clichy 9. Het café werd geopend door François-Auguste Guerbois (1824-1891). Het lag in de buurt van het atelier van Édouard Manet die er tussen 1866 en 1874 zijn vaste stek had en er zijn vrienden ontmoette. Na de Frans-Duitse Oorlog van 1870-1871 was het gezelschap verspreid geraakt en verplaatsten de bijeenkomsten van de impressionisten zich stilaan naar het café de la Nouvelle Athènes dichter bij de ateliers, die waren overgebracht naar het Quartier Pigalle, de buurt bij de Place Pigalle. Het café Guerbois werd later de Brasserie Muller; tegenwoordig is het een kledingszaak.

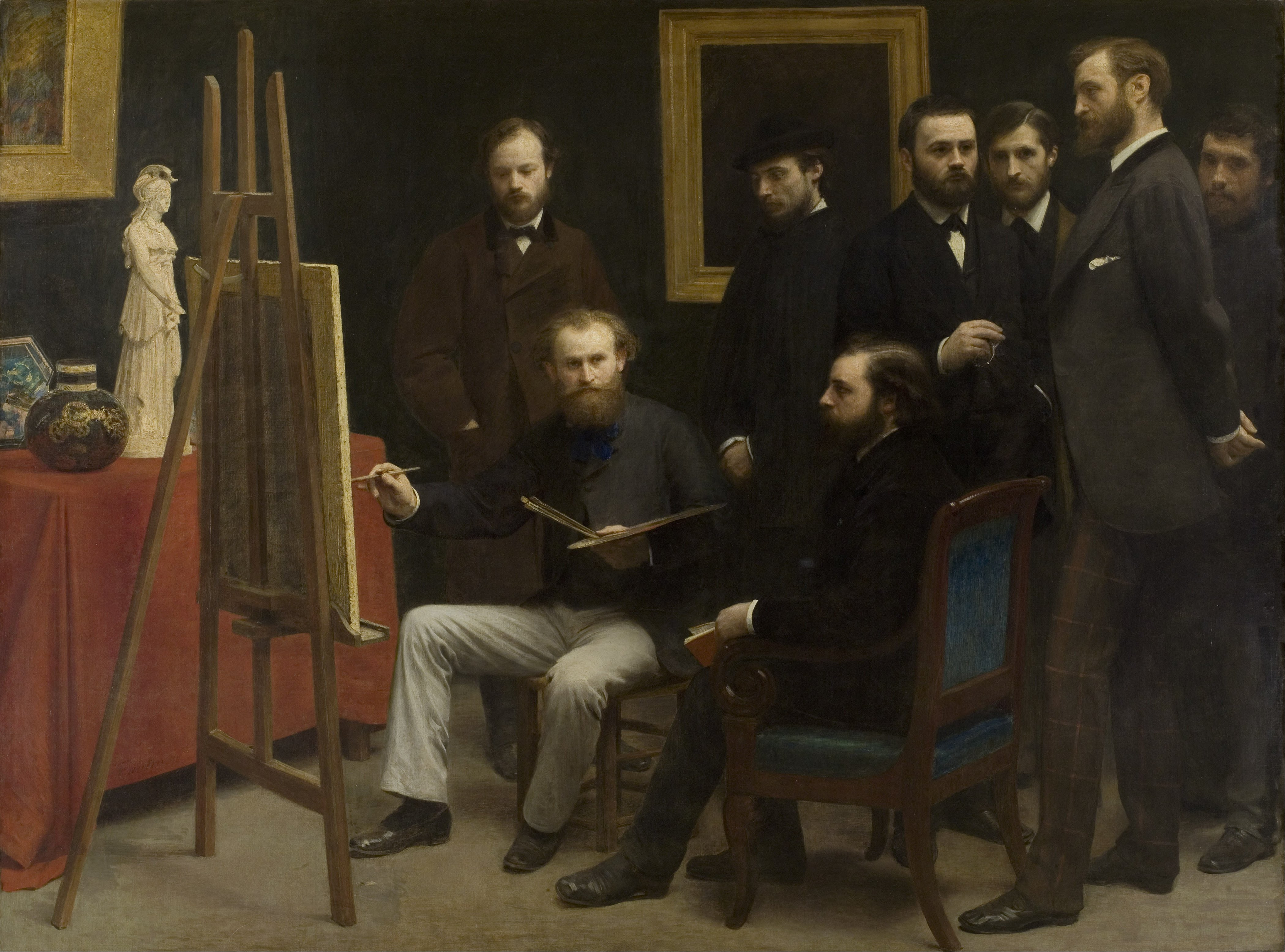
Henri Fantin-Latour, 1870, Henri Fantin-Latour, Un atelier aux Batignolles.

## Het gezelschap
Bij de oorspronkelijke groep van Manet, hoorden volgens Edmond Bazire in zijn boek over Manet uit 1884, de schilders Alphonse Legros, Whistler, Henri Fantin-Latour, Antoine Guillemet en Zacharie Astruc. Naast de schilders maakten ook de grafici Émile Belot en Marcellin Desboutins deel uit van het gezelschap. Ook de schrijvers Hippolyte Babou, H. Vignaux, Louis Edmond Duranty, Émile Zola en Philippe Burty voegden zich bij de kring. Later vervolledigden Edgard Degas, Pierre-Auguste Renoir, Claude Monet en Camille Pissarro de groep ook bekend als de "Groep van Battignoles". Uiteraard waren er ook andere kunstenaars, verzamelaars, kunstcritici en schrijvers die regelmatig het café Guerbois bezochten en aan de gesprekken en discussies van de groep rond Manet deelnamen. Manet kwam er bijna elke avond, maar het was op vrijdagavond dat er voor hen twee tafels werden gereserveerd en dat de groep meestal volledig was.

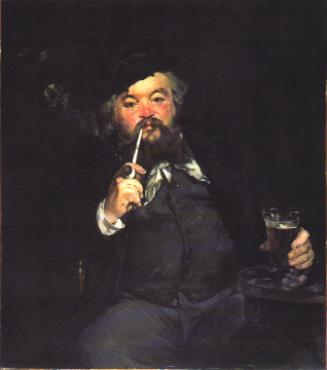
Édouard Manet, 1873, Le bon bock, een portret van Émile Belot.

Henri Fantin-Latour, de goede vriend van Manet, schilderde een doek dat het atelier van Manet voorstelt, we zien er Manet gezeten voor zijn schildersezel en rondom hem een aantal van zijn vrienden van het café Guerbois.

## Het duel
Een van de leden van zijn groep, de kunstcriticus Edmond Duranty, had in 1870 een vernietigende kritiek gepubliceerd over de ideeën van Manet. Die kwam op een avond het café Guerbois binnengestormd en gaf Duranty een oorveeg, zodat die niet anders kon dan Manet uit te dagen voor een duel. De aanwezige vrienden deden nog een poging om de ruzie te sussen, maar tevergeefs. Het duel met de degen vond plaats op 23 februari 1870 en eindigde met een lichte verwonding van Duranty. Émile Zola en H. Vignaux waren Manets getuigen. Na het duel waren de twee weer beste vrienden.

## Eerste impressionistententoonstelling
Het was in het café Guerbois dat de plannen gesmeed werden voor een eerste collectieve tentoonstelling van de schilders van de groep van Batignolles. Op de Salon van 1873 hadden alleen Manet en Berthe Morisot de kans gekregen om enkele van hun werken te tonen. Op 27 december 1873 stichtten Monet, Renoir, Pissarro, Sisley, Degas, Morisot, Béliard, Ludovic-Napoléon Lepic, Levert, Rouart en Guillaumin de 'Société anonyme des artistes, peintres, sculpteurs, graveurs etc.' Ze zouden de voorbereidingen treffen voor de eerste grote impressionistententoonstelling enkele maanden later. Er was geen gezamenlijk geformuleerd programma. Manet nam niet deel aan deze tentoonstelling en evenmin aan de volgende groepstentoonstellingen van de impressionisten, omdat hij mordicus wou erkend worden via de officiële Salon, wat hem uiteindelijk ook lukte.